# Kamerun az 1980. évi nyári olimpiai játékokon
Kamerun a szovjetunióbeli Moszkvában megrendezett 1980. évi nyári olimpiai játékok egyik részt vevő nemzete volt. Az országot az olimpián 5 sportágban 25 sportoló képviselte, akik érmet nem szereztek.

## Atlétika
Férfi
| Versenyző         | Versenyszám | Előfutam | Előfutam | Előfutam | Negyeddöntő | Negyeddöntő | Negyeddöntő | Elődöntő | Elődöntő | Elődöntő | Döntő   | Döntő    |
| Versenyző         | Versenyszám | Idő      | Hely.    | Össz.    | Idő         | Hely.       | Össz.       | Idő      | Hely.    | Össz.    | Idő     | Helyezés |
| ----------------- | ----------- | -------- | -------- | -------- | ----------- | ----------- | ----------- | -------- | -------- | -------- | ------- | -------- |
| Grégoire Illorson | 100 m       | 10,34    | 1.       | 4.*      | 10,29       | 2.          | 10.***      | 10,60    | 7.*      | 15.*     | kiesett | kiesett  |
| Grégoire Illorson | 200 m       | 22,21    | 5.       | 41.      | kiesett     | kiesett     | kiesett     | kiesett  | kiesett  | kiesett  | kiesett | kiesett  |

Női
| Versenyző         | Versenyszám | Előfutam | Előfutam | Előfutam | Negyeddöntő | Negyeddöntő | Negyeddöntő | Elődöntő | Elődöntő | Elődöntő | Döntő   | Döntő    |
| Versenyző         | Versenyszám | Idő      | Hely.    | Össz.    | Idő         | Hely.       | Össz.       | Idő      | Hely.    | Össz.    | Idő     | Helyezés |
| ----------------- | ----------- | -------- | -------- | -------- | ----------- | ----------- | ----------- | -------- | -------- | -------- | ------- | -------- |
| Ruth Enang Mesode | 100 m       | 12,40    | 8.       | 32.      | kiesett     | kiesett     | kiesett     | kiesett  | kiesett  | kiesett  | kiesett | kiesett  |
| Ruth Enang Mesode | 200 m       | 25,46    | 5.       | 30.      | kiesett     | kiesett     | kiesett     | kiesett  | kiesett  | kiesett  | kiesett | kiesett  |

| Versenyző      | Versenyszám   | Selejtező | Selejtező | Döntő    | Döntő    |
| Versenyző      | Versenyszám   | Eredmény  | Helyezés  | Eredmény | Helyezés |
| -------------- | ------------- | --------- | --------- | -------- | -------- |
| Agnès Tchuinté | Gerelyhajítás | 55,36 m   | 17.       | kiesett  | kiesett  |

| Versenyző     | Versenyszám | 100 m gát | 100 m gát | Súlylökés | Súlylökés | Magasugrás | Magasugrás | Távolugrás | Távolugrás | 800 m  | 800 m | Végeredmény | Végeredmény |
| Versenyző     | Versenyszám | Idő       | Pont      | Eredmény  | Pont      | Eredmény   | Pont       | Eredmény   | Pont       | Idő    | Pont  | Pont        | Helyezés    |
| ------------- | ----------- | --------- | --------- | --------- | --------- | ---------- | ---------- | ---------- | ---------- | ------ | ----- | ----------- | ----------- |
| Cécile Ngambi | Ötpróba     | 14,09     | 855       | 10,28 m   | 608       | 180 cm     | 1031       | 538 cm     | 766        | 2:39,7 | 572   | 3832        | 17.         |

* - egy másik versenyzővel azonos eredményt ért el

*** - három másik versenyzővel azonos eredményt ért el

## Birkózás
Szabadfogású
| Versenyző         | Versenyszám | 1. forduló                          | 2. forduló                                 | 3. forduló        | 4. forduló        | 5. forduló        | 6. forduló        | Döntő             | Helyezés    |
| Versenyző         | Versenyszám | Ellenfél Eredmény                   | Ellenfél Eredmény                          | Ellenfél Eredmény | Ellenfél Eredmény | Ellenfél Eredmény | Ellenfél Eredmény | Ellenfél Eredmény | Helyezés    |
| ----------------- | ----------- | ----------------------------------- | ------------------------------------------ | ----------------- | ----------------- | ----------------- | ----------------- | ----------------- | ----------- |
| Victor Kede Manga | 62 kg       | Phí Hữu Tình (VIE) · kizárták       | Georgios Khatziioannidis (GRE) · kétvállas | kiesett           | kiesett           | kiesett           |                   | kiesett           | helyezetlen |
| Victor Koualaigue | 68 kg       | Eberhard Probst (GDR) · kétvállas   | Oscar Segers (BEL) · feladta (sérülés)     | kiesett           | kiesett           | kiesett           |                   | kiesett           | helyezetlen |
| Isaie Tonye       | 74 kg       | Jamtsyn Davaajav (MGL) · kétvállas  | Ryszard Ścigalski (POL) · kétvállas        | kiesett           | kiesett           | kiesett           | kiesett           | kiesett           | helyezetlen |
| Zachée N'Dock     | 82 kg       | Mohamed El-Oulabi (SYR) · kétvállas | Kovács István (HUN) · kétvállas            | kiesett           | kiesett           | kiesett           |                   | kiesett           | helyezetlen |
| Jean-Claude Biloa | 90 kg       | Mick Pikos (AUS) · kizárták         | Aleksander Cichoń (POL) · kétvállas        | kiesett           | kiesett           | kiesett           |                   | kiesett           | helyezetlen |
| Bourcard Binelli  | 100 kg      | Ambroise Sarr (SEN) · kétvállas     | Szlavcso Cservenkov (BUL) · kétvállas      | kiesett           | kiesett           | kiesett           |                   | kiesett           | helyezetlen |

## Cselgáncs
| Versenyző          | Versenyszám  | Csoport | 32-es főtábla                | Nyolcaddöntő                 | Negyeddöntő       | Elődöntő          | Vigaszág negyeddöntő | Vigaszág elődöntő      | Bronz- mérkőzés   | Döntő             | Helyezés |
| Versenyző          | Versenyszám  | Csoport | Ellenfél Eredmény            | Ellenfél Eredmény            | Ellenfél Eredmény | Ellenfél Eredmény | Ellenfél Eredmény    | Ellenfél Eredmény      | Ellenfél Eredmény | Ellenfél Eredmény | Helyezés |
| ------------------ | ------------ | ------- | ---------------------------- | ---------------------------- | ----------------- | ----------------- | -------------------- | ---------------------- | ----------------- | ----------------- | -------- |
| Gerard Tom-Tam     | Harmatsúly   | B       | Djibril Sambou (SEN) · V     | kiesett                      | kiesett           | kiesett           |                      |                        |                   |                   | 19.      |
| Maurice Nkamden    | Könnyűsúly   | A       | George Hamaiko (ZAM) · GY    | Neil Adams (GBR) · V         | kiesett           | kiesett           |                      |                        |                   |                   | 12.      |
| Philippe Simo      | Váltósúly    | A       | Christopher Bowles (GBR) · V | kiesett                      | kiesett           | kiesett           |                      |                        |                   |                   | 17.      |
| Henri-Richard Lobe | Középsúly    | A       | erőnyerő                     | Jürg Röthlisberger (SUI) · V |                   |                   |                      | Bertil Ström (SWE) · V | kiesett           |                   | 7.       |
| Essambo Ewane      | Félnehézsúly | B       | erőnyerő                     | Henk Numan (NED) · V         | kiesett           | kiesett           |                      |                        |                   |                   | 13.      |

## Kerékpározás

### Országúti kerékpározás
Férfi
| Versenyző                                              | Versenyszám     | Idő                | Helyezés      |
| ------------------------------------------------------ | --------------- | ------------------ | ------------- |
| Joseph Evouna                                          | Mezőnyverseny   | nem ért célba      | nem ért célba |
| Joseph Kono                                            | Mezőnyverseny   | nem ért célba      | nem ért célba |
| Thomas Nyemeg                                          | Mezőnyverseny   | nem ért célba      | nem ért célba |
| Nicolas Owona                                          | Mezőnyverseny   | nem ért célba      | nem ért célba |
| Charles Bana Toussaint Fouda Joseph Kono Nicolas Owona | Csapat időfutam | 2:26:46,6 (+25:25) | 22.           |

## Ökölvívás
| Versenyző                 | Versenyszám  | Selejtező         | 32-es főtábla                     | Nyolcaddöntő                    | Negyeddöntő       | Elődöntő          | Döntő             | Helyezés |
| Versenyző                 | Versenyszám  | Ellenfél Eredmény | Ellenfél Eredmény                 | Ellenfél Eredmény               | Ellenfél Eredmény | Ellenfél Eredmény | Ellenfél Eredmény | Helyezés |
| ------------------------- | ------------ | ----------------- | --------------------------------- | ------------------------------- | ----------------- | ----------------- | ----------------- | -------- |
| Joseph Ahanda             | Harmatsúly   | erőnyerő          | Tsedengiin Narmandakh (MGL) · RSC | Szamszon Hacsatrjan (URS) · 0:5 | kiesett           | kiesett           | kiesett           | 9.       |
| Jean-Pierre Mbereke-Baban | Pehelysúly   | erőnyerő          | Luis Pizarro (PUR) · RSC          | kiesett                         | kiesett           | kiesett           | kiesett           | 17.      |
| Paul Kamela               | Kisváltósúly |                   | Bácskai Imre (HUN) · 1:4          | kiesett                         | kiesett           | kiesett           | kiesett           | 17.      |
| Jean-Paul Nanga-Ntsah     | Félnehézsúly |                   |                                   | Georgică Donici (ROU) · RSC     | kiesett           | kiesett           | kiesett           | 9.       |

RSC – a mérkőzésvezető megállította a mérkőzést